# Saint-Lambert-sur-Dive
Saint-Lambert-sur-Dive – miejscowość i gmina we Francji, w regionie Normandia, w departamencie Orne.
Według danych z 1990 r. gminę zamieszkiwało 128 osób, a gęstość zaludnienia wynosiła 17 osób/km² (wśród 1815 gmin Dolnej Normandii Saint-Lambert-sur-Dive plasuje się na 758. miejscu pod względem liczby ludności, natomiast pod względem powierzchni na miejscu 680.).